# Thechikottukavu Ramachandran
Thechikkottukavu Ramachandran (né vers 1964) est un éléphant indien du Thechikottukavu Devasom, un temple situé dans l’État du Kerala. Couramment appelé simplement « Raman », c'est l’éléphant captif le plus grand d’Inde actuellement vivant avec une taille de 3,14 m. Il a reçu le titre de Ekachatradhipathi (« Le Seul Empereur »). Il aurait auparavant porté le nom de « Moti Prasad » avant d’être acheté par un nouveau soigneur en 1984.

## Description

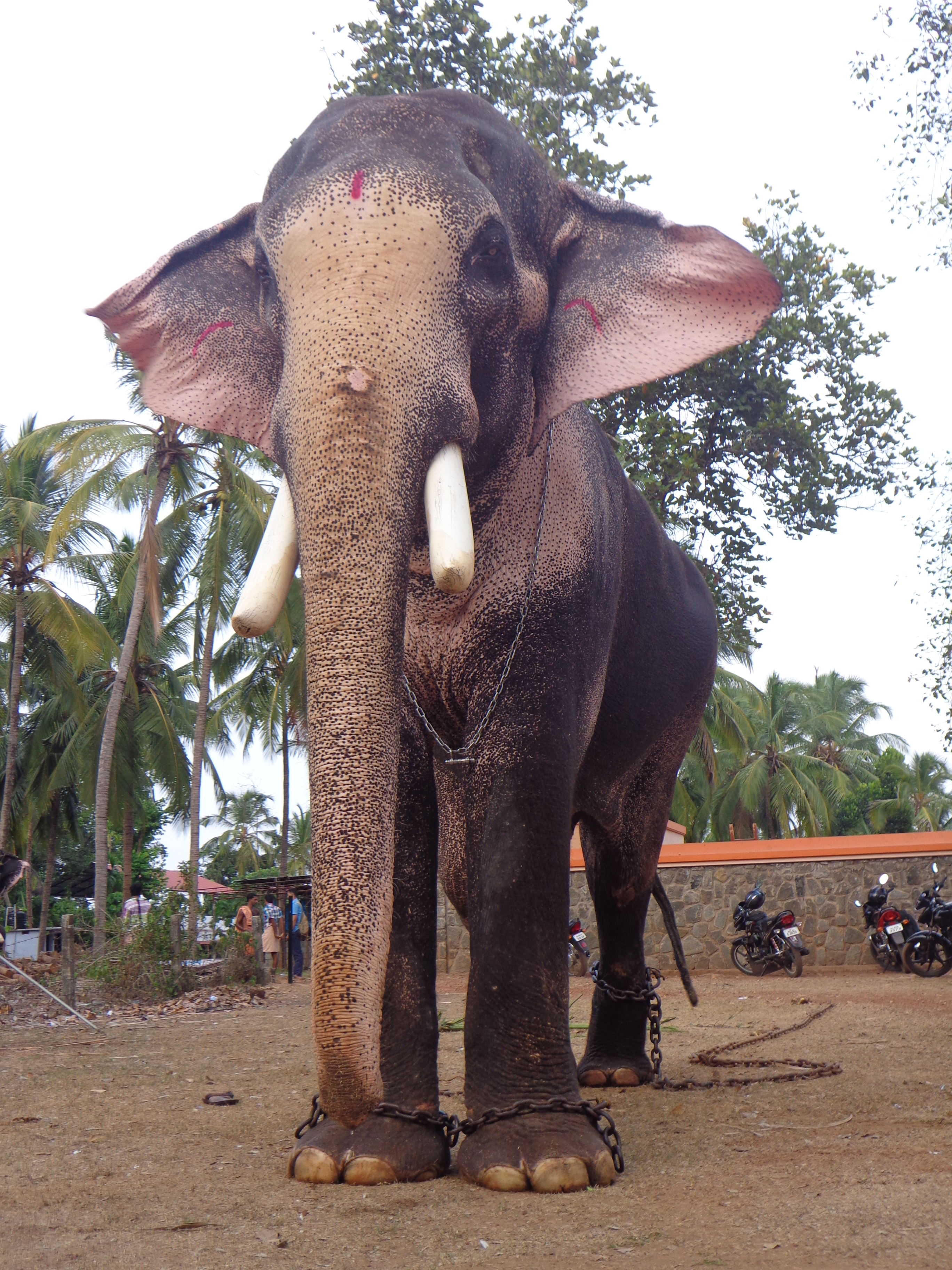
Thechikottukavu Ramachandran.

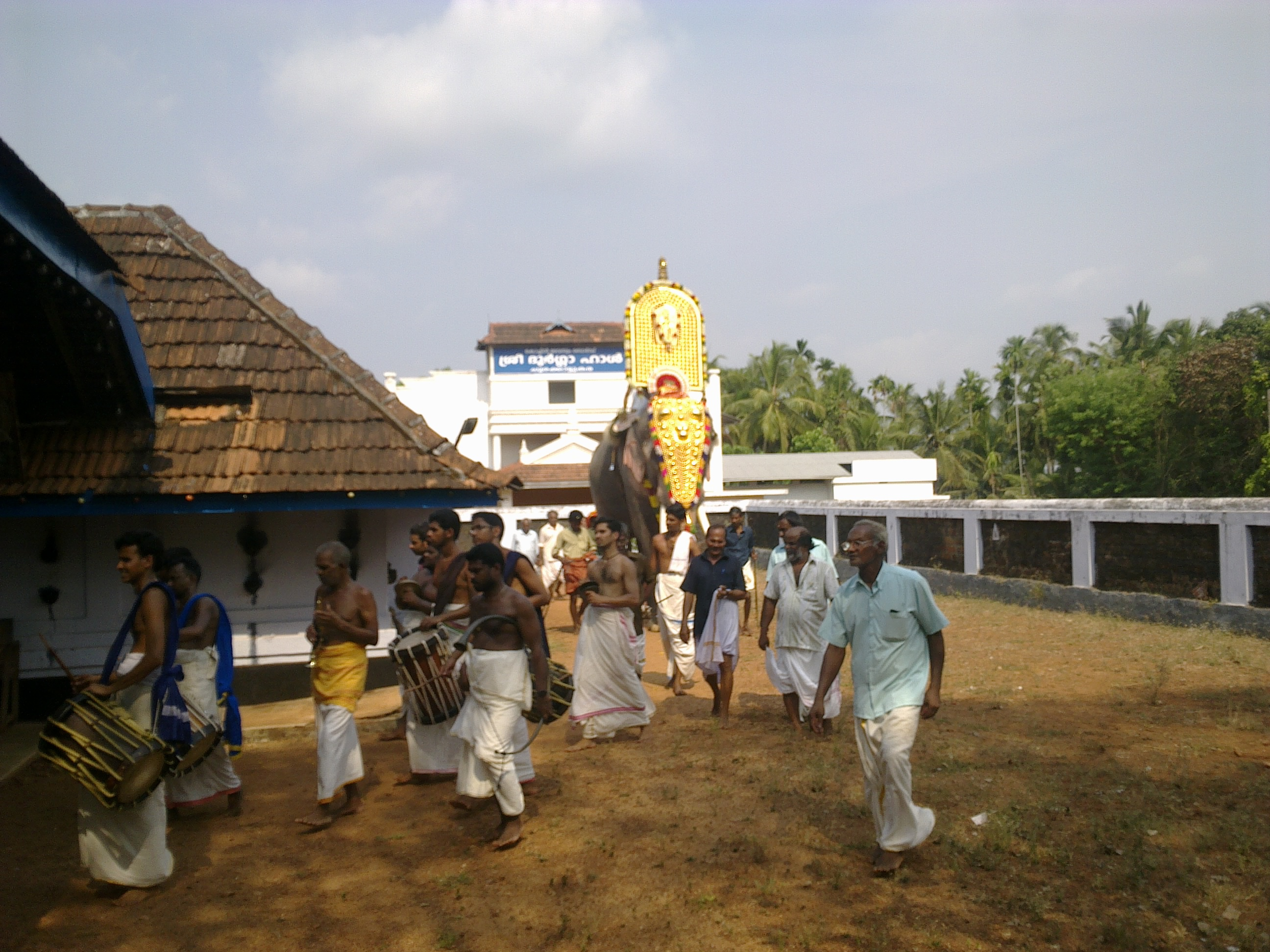
Thechikottukavu Ramachandran lors de sa participation à un événement au temple de Ramanchira, à Thrissur, en 2011.

Ramachandran est aveugle de l'œil gauche. Cela serait survenu à la suite d’une punition infligée par son cornac, après un incident violent. Il perdrait également la vue de son autre œil en raison de son âge avancé. Il aurait par ailleurs développé un véritable cercle de fans, un article de 2023 affirmant qu’il possédait une page Facebook comptant 122 000 abonnés.
Il joue un rôle clé dans plusieurs festivals Pooram. En 2018, 50 000 spectateurs se sont rassemblés pour voir Ramachandran donner le coup d’envoi du Thrissur Pooram au temple de Vadakkunnathan à Trichur.
L’état de santé de Ramachandran et ses apparitions publiques seraient source de controverse. Des pétards et de grandes foules auraient été présents lors de ses sorties. Les soigneurs de Ramachandran affirment qu’il n’a blessé personne et qu’il est bien traité. Ces affirmations sont contestées par certains observateurs, qui estiment que Ramachandran montre des signes de détresse et de souffrance pendant ses apparitions. Le taux de mortalité des éléphants captifs au Kerala serait élevé, avec 12 morts en 2018 et 58 au cours des 27 mois précédents.
De nombreux militants pour les droits des animaux ont protesté contre les apparitions publiques de Ramachandran. Un vétérinaire a déclaré que « [faire défiler les éléphants] n’est rien d’autre qu’une torture infligée aux animaux sous couvert d’offrande à la divinité ». Au moins un lanceur d’alerte aurait reçu des menaces de mort et subi du harcèlement en ligne pour avoir dénoncé le traitement réservé à Ramachandran,,.

## Incidents
Les comités du temple auraient participé à des ventes aux enchères, où sa présence aux festivals est mise en jeu.
En raison de la popularité de Ramachandran, les temples du Kerala ont voulu qu'il porte des idoles lors des festivals du temple pour attirer la foule. Il avait déjà été banni par les autorités pour avoir causé la mort d'une quinzaine de personnes et d'au moins trois autres éléphants. Les proches de Ramachandran ont affirmé que l'éléphant n'avait jamais tué de personnes intentionnellement, mais accidentellement. L'interdiction a été levée et Ramachandran a été autorisé à continuer à participer aux festivals. L'éléphant et ses cornacs ont tous deux fait l'objet de critiques de la part des médias et d'autres propriétaires d'éléphants. En 2015, une tentative aurait été faite pour tuer Ramachandran en mélangeant des lames dans son alimentation. 
Il a été interdit d'exposition publique à plusieurs reprises,,.

## Thrissur Pooram
Depuis 2011, Ramchandran interprète le Poora Vilambaram au Thrissur Pooram, le plus grand festival Pooram. Cette annonce traditionnelle de Thrissur Pooram, où les portes de Thekke Gopura Nada sont cérémonieusement ouvertes, a été popularisée par le tusker Raman car la foule était attirée par l'événement par la présence de Raman. Après un incident survenu en 2019 au cours duquel Ramachandran a piétiné à mort deux personnes, l'animal a été interdit de parade lors des festivals du temple après qu'un panel d'experts médicaux l'a jugé médicalement inapte. L'éléphant a reçu une autorisation conditionnelle pour participer au Thrissur Pooram le 11 mai 2019, après qu'une équipe de trois vétérinaires a fait passer à l'éléphant un test de condition physique et a procédé à un examen médical.